# Longitarsus jacobaeae
Longitarsus jacobaeae là một loài bọ cánh cứng trong họ Chrysomelidae. Loài này được Waterhouse miêu tả khoa học năm 1858.